# Route nationale 56B (Roumanie)
 (octobre 2024).
Si vous disposez d'ouvrages ou d'articles de référence ou si vous connaissez des sites web de qualité traitant du thème abordé ici, merci de compléter l'article en donnant les références utiles à sa vérifiabilité et en les liant à la section « Notes et références ».
La DN56B (en roumain : Drumul Național 56B) est une route nationale roumaine du județ de Mehedinți, reliant la DN56A et la commune de Hinova à la frontière avec la Serbie, au niveau de la deuxième centrale électrique des portes de Fer.